# Nao (Sängerin)

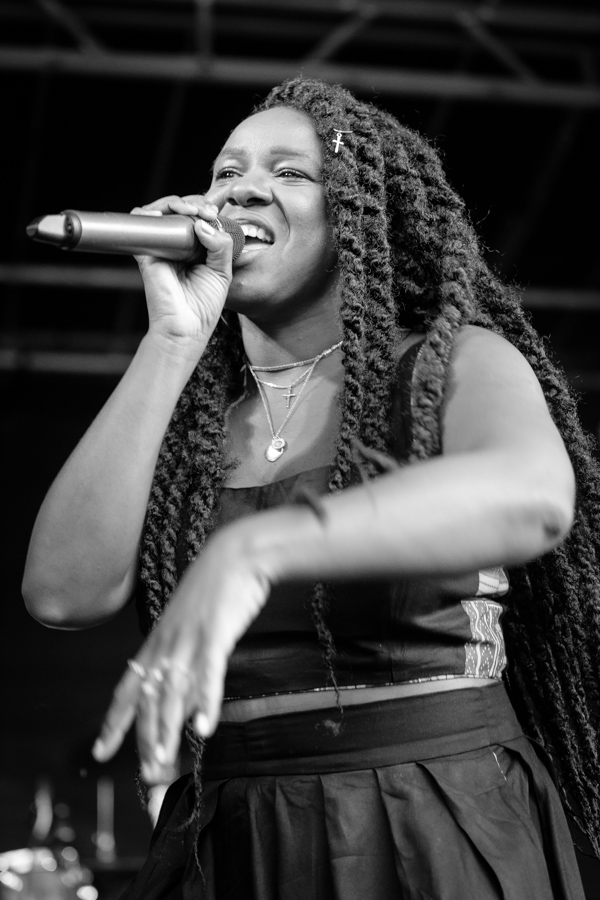
Nao (Oslo, 2018)
Bild: Tore Sætre

Nao (* 1987 in Nottingham; eigentlich Neo Jessica Joshua) ist eine englische Alternative-R&B-Sängerin.

## Karriere
Neo Joshua wuchs im Osten Londons auf und lernte als Kind Klavier spielen. Später begann sie mit dem Singen und nahm an der Guildhall School of Music and Drama Unterricht in Jazzgesang. Sie machte ihren Abschluss und arbeitete mehrere Jahre als Gesangslehrerin.
Daneben war sie auch als Backgroundsängerin unter anderem für Kwabs und Jarvis Cocker aktiv und sang sechs Jahre lang in der Girlgroup The Boxettes. Schließlich begann sie, eigene Musik zu machen. Ab 2014 veröffentlichte sie Songs bei SoundCloud. Das Lied So Good brachte ihr viel Aufmerksamkeit im Netz, es wurde bei BBC Radio 1 gespielt und kam in die Electronic-Charts bei iTunes. Sie bekam daraufhin auch ein Labelangebot, entschloss sich aber zu Veröffentlichungen in Eigenregie. Zwei EPs erschienen 2014 und 2015 beim eigenen Label Little Tokyo. Auf dem Nummer-eins-Album Caracal des DJ-Duos Disclosure war sie als Gastsängerin vertreten, was ihr weitere Popularität verschaffte.
Anfang 2016 belegte sie Platz 3 bei Sound of 2016, wo die vielversprechendsten Newcomer für das neue Jahr gewählt werden. Für die Veröffentlichung ihres Debütalbums fand sie mit RCA ein großes Label. For All We Know erschien im Juli 2016 und stieg auf Platz 17 der britischen Albumcharts ein. Auch in den Niederlanden, Belgien und der Schweiz kam es in die Hitparaden. In den USA erreichte Nao Platz 8 der R&B- und Platz 3 der Dance/Electronic-Charts.
Das zweite Album Saturn erschien 2018. Kommerziell blieb es deutlich hinter dem Debüt zurück. Dafür bekam es eine Nominierung bei den US-amerikanischen Grammy Awards in der Kategorie Bestes Urban-Contemporary-Album.
2021 erschien mit And Then Life Was Beautiful das dritte Studioalbum der Sängerin. Im Jahr 2025 folgte das vierte Studioalbum Jupiter.

## Diskografie
Alben
- For All We Know (2016)
- Saturn (2018)
- And Then Life Was Beautiful (2021)
- Jupiter (2025)

EPs
- So Good (2014)
- February 15 (2015)

Lieder
- So Good (featuring A. K. Paul, 2014)
- Zillionaire (2014)
- Bad Blood (2015)
- Fool to Love (2016)
- Girlfriend (2016)
- Wait (2021)

Gastbeiträge
- Firefly / Mura Masa feat. Nao (2015, UK: Silber)
- Superego / Disclosure feat. Nao (2015)